# Sun Qingmei
Sun Qingmei (chinesisch 孙庆梅; * 19. Juni 1966 in Handan) ist eine ehemalige chinesische Fußballspielerin.

## Karriere

### Klub
Ursprünglich noch in der Leichtathletik unterwegs, startete sie das Fußballspielen im Jahr 1983 und schloss sich ein Jahr später dem Hebei Club an. Zur Saison 1992 wechselte sie nach Japan, wo sie nun bei Matsushita Denki spielte. Mit diesen gewann sie die Meisterschaft im Jahr 1994 und war hier dann auch bis zur Saison 1997 aktiv, wonach sie ihre Karriere beendete.

### Nationalmannschaft
Sie gehört mit zu den ersten Spielerinnen der chinesischen A-Nationalmannschaft. So war sie auch bei dem FIFA-Einladungsturnier im Jahr 1988, wo sie mit ihrer Mannschaft am Ende auf dem vierten Platz landete. Am Ende des Turniers wurde sie auch von der chinesischen Presse, als einzige ihrer Mannschaft ins Team des Turniers gewählt. Danach war sie auch bei der ersten richtigen Weltmeisterschaft im Jahr 1991 dabei. Als Teil der Gastgeber-Mannschaft war sie auch im ersten Spiel aktiv und schoss hier auch im ersten Spiel bei einer Weltmeisterschaft in der Geschichte, ein Tor zum schlussendlichen Endstand von 4:0.
Nebst dem nahm sie noch an zwei Asienspielen teil und gewann mit ihrer Mannschaft zum Ende ihrer Karriere hin bei den Olympischen Spielen 1996 noch die Silbermedaille.